# Canucks de Calgary
Les Canucks de Calgary sont une équipe de hockey sur glace de la Ligue de hockey junior de l'Alberta. L'équipe est basée à Calgary dans la province de l'Alberta au Canada.

## Historique
L'équipe est créée en 1971.

## Palmarès
- Coupe Rogers Wireless : 1999.
- Coupe Carling O'Keefe : 1973, 1977, 1978, 1983, 1986, 1988, 1990, 1995.
- Coupe Doyle : 1988, 1995.
- Coupe du centenaire : 1995.